# مايكروماكس كانفاس 2 بلس A110Q (موبايل)
مايكروماكس كانفاس 2 بلس A110Q (بالإنجليزية: Micromax Canvas 2 Plus A110Q)‏ هو هاتف ذكي من مايكروماكس يعمل بنظام أندرويد، تم طرحه في الأسواق في مايو 2013.

## الخصائص
- نظام التشغيل: أندرويد
- الكاميرا الأمامية: 2 ميجابكسل
- الكاميرا الخلفية: 8 ميجابكسل
- الوزن: 164 غ (5.8 أونصة)
- المعالج: 1.2 جيجا هرتز رباعي النواة
- الذاكرة: 1 جيجابايت رام
- التخزين: 1.5 جيجابايت

## وصلات خارجية
- الموقع الإلكتروني